# Acronicta transversata
Acronicta transversata är en fjärilsart som beskrevs av Smith 1897. Acronicta transversata ingår i släktet Acronicta och familjen nattflyn. Inga underarter finns listade i Catalogue of Life.